# Lana Woodová

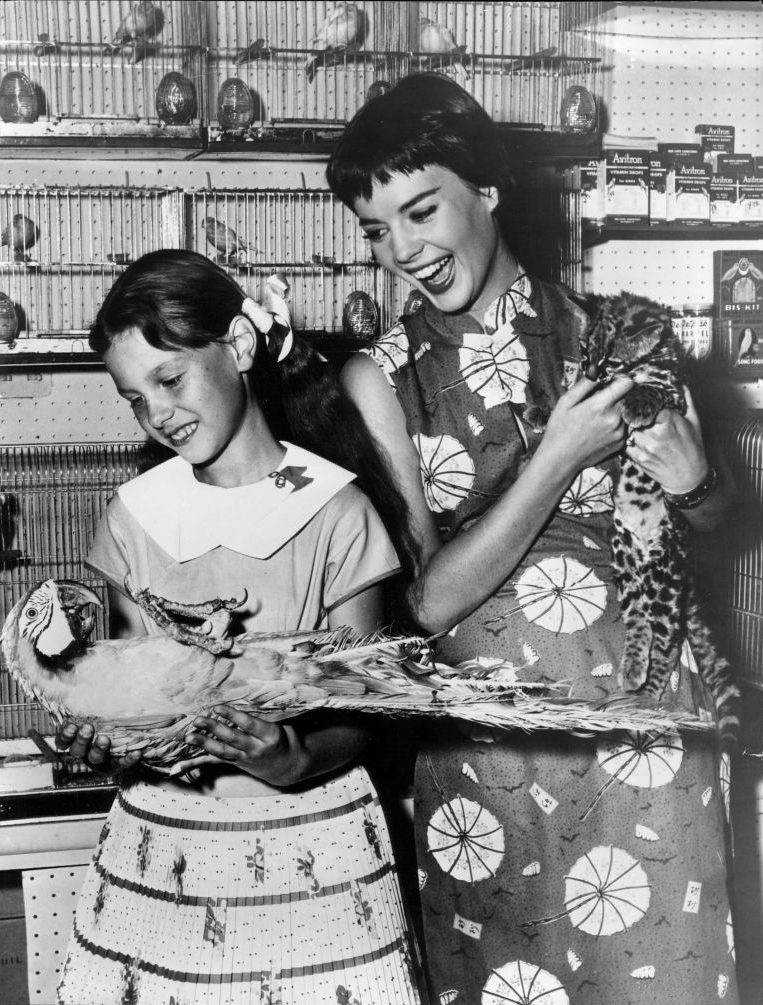
Lana s její starší sestrou Natalií Woodovou, 1956

Lana Woodová (nepřechýleně Wood, vlastním jménem Světlana Nikolajevna Zacharenko, rusky Светла́на Николаевна Захаренко; * 1. března 1946, Santa Monica, Kalifornie, USA) je americká herečka a producentka, sestra Natálie Woodové.

## Život

### Rodina
Lana Woodová se narodila jako mladší dcera ruským emigrantům v kalifornské Santa Monice. Její rodiče Nikolai a Maria Zakharenko měli už jednu dceru Natálii a nevlastní sestru Olgu Viriapaeff, kterou měla matka z předchozího manželství.
V roce 1973 se vdala za herce Richarda Smedleye, se kterým má dceru Evan (11. srpna 1974), ale v roce 1975 se rozvedli. Má tři vnoučata: Nicholase (1998), Daphne (2000) a Maxe (2002).